# Frontera entre Angola y Zambia
La frontera entre Angola y Zambia es un límite internacional terrestre de 1.110 kilómetros de largo que separa el territorio de Angola del de Zambia en África Occidental.
De norte a sur, esta frontera empieza en el punto donde se unen las fronteras entre Angola y la RD del Congo y entre Zambia y la RD del Congo, siguiendo hacia el sur y cruzando el río Zambeze por las cataratas Chavuma. Termina el norte de la franja de Caprivi, en la triple frontera Angola-Zambia-Namibia.